# Posušje
Posušje é um município e localidade da Bósnia e Herzegovina. Encontra-se no cantão de Herzegovina Ocidental, dentro do território da Federação de Bósnia e Herzegóvina. A capital do município de Posušje é a localidade homónima.

## Demografia
No ano 2009 a população do município de Posušje era de 16.049 habitantes. A superfície do município é de 461,1 km², com o que a densidade de população era de 35 habitantes por quilômetro quadrado.